# Maverick County
Maverick County är ett administrativt område i delstaten Texas, USA, med 54 258 invånare (2010). Den administrativa huvudorten (county seat) är Eagle Pass. 

## Geografi
Enligt United States Census Bureau så har countyt en total area på 3 346 km². 3 315 km² av den arean är land och 31 km² är vatten.

### Angränsande countyn
- Kinney County - norr
- Zavala County - öster
- Dimmit County - öster
- Uvalde County - nordost
- Webb County - sydost
- Mexiko - sydväst, väster